# ويس واتكينز
ويس واتكينز هو إداري وسياسي أمريكي، ولد في 15 ديسمبر 1938 في دي كوين في الولايات المتحدة. نشط حزبياً في الحزب الديمقراطي والحزب الجمهوري.

## مناصب
- انتخب عضو مجلس النواب الأمريكي عن دائرة الدائرة الكونغرسية الثالثة لأوكلاهوما [الإنجليزية]‏ وقد انضم خلال فترته النيابية [الإنجليزية]‏ (3 يناير 1989 – 3 يناير 1991) للكتلة البرلمانية الحزب الديمقراطي.
- انتخب عضو مجلس النواب الأمريكي عن دائرة الدائرة الكونغرسية الثالثة لأوكلاهوما [الإنجليزية]‏ وقد انضم خلال فترته النيابية [الإنجليزية]‏ (3 يناير 1987 – 3 يناير 1989) للكتلة البرلمانية الحزب الديمقراطي.
- انتخب عضو مجلس النواب الأمريكي عن دائرة الدائرة الكونغرسية الثالثة لأوكلاهوما [الإنجليزية]‏ وقد انضم خلال فترته النيابية [الإنجليزية]‏ (3 يناير 1985 – 3 يناير 1987) للكتلة البرلمانية الحزب الديمقراطي.
- انتخب عضو مجلس النواب الأمريكي عن دائرة الدائرة الكونغرسية الثالثة لأوكلاهوما [الإنجليزية]‏ وقد انضم خلال فترته النيابية [الإنجليزية]‏ (3 يناير 1983 – 3 يناير 1985) للكتلة البرلمانية الحزب الديمقراطي.
- انتخب عضو مجلس النواب الأمريكي عن دائرة الدائرة الكونغرسية الثالثة لأوكلاهوما [الإنجليزية]‏ وقد انضم خلال فترته النيابية (3 يناير 1981 – 3 يناير 1983) للكتلة البرلمانية الحزب الديمقراطي.
- انتخب عضو مجلس النواب الأمريكي عن دائرة الدائرة الكونغرسية الثالثة لأوكلاهوما [الإنجليزية]‏ وقد انضم خلال فترته النيابية [الإنجليزية]‏ (3 يناير 1979 – 3 يناير 1981) للكتلة البرلمانية الحزب الديمقراطي.
- انتخب عضو مجلس النواب الأمريكي عن دائرة الدائرة الكونغرسية الثالثة لأوكلاهوما [الإنجليزية]‏ وقد انضم خلال فترته النيابية [الإنجليزية]‏ (3 يناير 1977 – 3 يناير 1979) للكتلة البرلمانية الحزب الديمقراطي.
- في انتخابات مجلس النواب الأمريكي 1996 [الإنجليزية]‏، انتخب عضو مجلس النواب الأمريكي عن دائرة الدائرة الكونغرسية الثالثة لأوكلاهوما [الإنجليزية]‏ وقد انضم خلال فترته النيابية [الإنجليزية]‏ (7 يناير 1997 – 3 يناير 1999) للكتلة البرلمانية الحزب الجمهوري.
- في انتخابات مجلس النواب الأمريكي 1998 [الإنجليزية]‏، انتخب عضو مجلس النواب الأمريكي عن دائرة الدائرة الكونغرسية الثالثة لأوكلاهوما [الإنجليزية]‏ وقد انضم خلال فترته النيابية (6 يناير 1999 – 3 يناير 2001) للكتلة البرلمانية الحزب الجمهوري.
- في انتخابات مجلس النواب الأمريكي 2000 [الإنجليزية]‏، انتخب عضو مجلس النواب الأمريكي عن دائرة الدائرة الكونغرسية الثالثة لأوكلاهوما [الإنجليزية]‏ وقد انضم خلال فترته النيابية [الإنجليزية]‏ (3 يناير 2001 – 3 يناير 2003) للكتلة البرلمانية الحزب الجمهوري.
- انتخب مندوب [الإنجليزية]‏ ( – 1972).
- انتخب مندوب [الإنجليزية]‏ ( – 1972).
- انتخب عضو مجلس ولاية أوكلاهوما ‏ (1975 – 1976).
- انتخب عضو مجلس النواب الأمريكي.